# Palmer (Washington)
Palmer es un área no incorporada ubicada en el condado de King en el estado estadounidense de Washington.

## Geografía
Palmer se encuentra ubicado en las coordenadas 47°18′51″N 121°53′32″O / 47.31417, -121.89222.